# Cheshvan
Cheshvan (hebraico: חֶשְׁוָן, Padrão ḥešvan Tiberiano ḥešwān), abreviação de marcheshvan (hebraico: מַרְחֶשְׁוָן, Padrão marḥešvan Tiberiano marḥešwān; do acádio waraḫsamnu, literalmente "oitavo mês") é o segundo mês do ano civil e o oitavo mês do ano eclesiástico do calendário hebraico. Na Bíblia hebraica é chamado de bul. É um mês de outono de 29 dias, exceto em anos "completos", no qual tem 30 dias. Cheshvan geralmente cai em outubro-novembro no calendário gregoriano.
Dada a etimologia acádia, parece que o מ e o ו foram trocados em algum momento, uma vez que y-r-ḥ é a raiz semítica para "lua" (e, portanto, também "mês"), e s-m-n é a raiz semítica para "oito". Desde então, as duas primeiras letras מַר (mar) foram reinterpretadas como a palavra hebraica para amargo, aludindo ao fato do mês não ter feriados ou jejuns. Contudo, a comunidade de judeus etíopes celebra o Sigd no dia 29 de cheshvan.